# Herb powiatu piaseczyńskiego

Herb powiatu w latach 2001–2007

Herb powiatu piaseczyńskiego – jeden z symboli powiatu piaseczyńskiego, ustanowiony 30 maja 2001, ze zmianą 6 czerwca 2007.

## Wygląd i symbolika
Herb przedstawia na tarczy w polu czerwonym, nad rzeką srebrną, takiż baranek między dwiema wieżami blankowanymi srebrnymi, każda z jednym oknem czarnym i dwoma proporcami srebrnymi na daszku czarnym.